# Хатъяй
Хатъяй (тайск. หาดใหญ) — крупнейший город провинции Сонгкхла, однако он не является её административным центром, являясь лишь центром ампхе.
Население — 157359 человек (2008), высока доля мусульман и этнических китайцев.
Рядом с городом расположен одноимённый международный аэропорт, в городе находится крупнейшая в Южном Таиланде железнодорожная станция. Хатъяй является экономическим центром юга страны.
15 сентября 2006 года в городе произошла серия террористических актов.

## Изображения

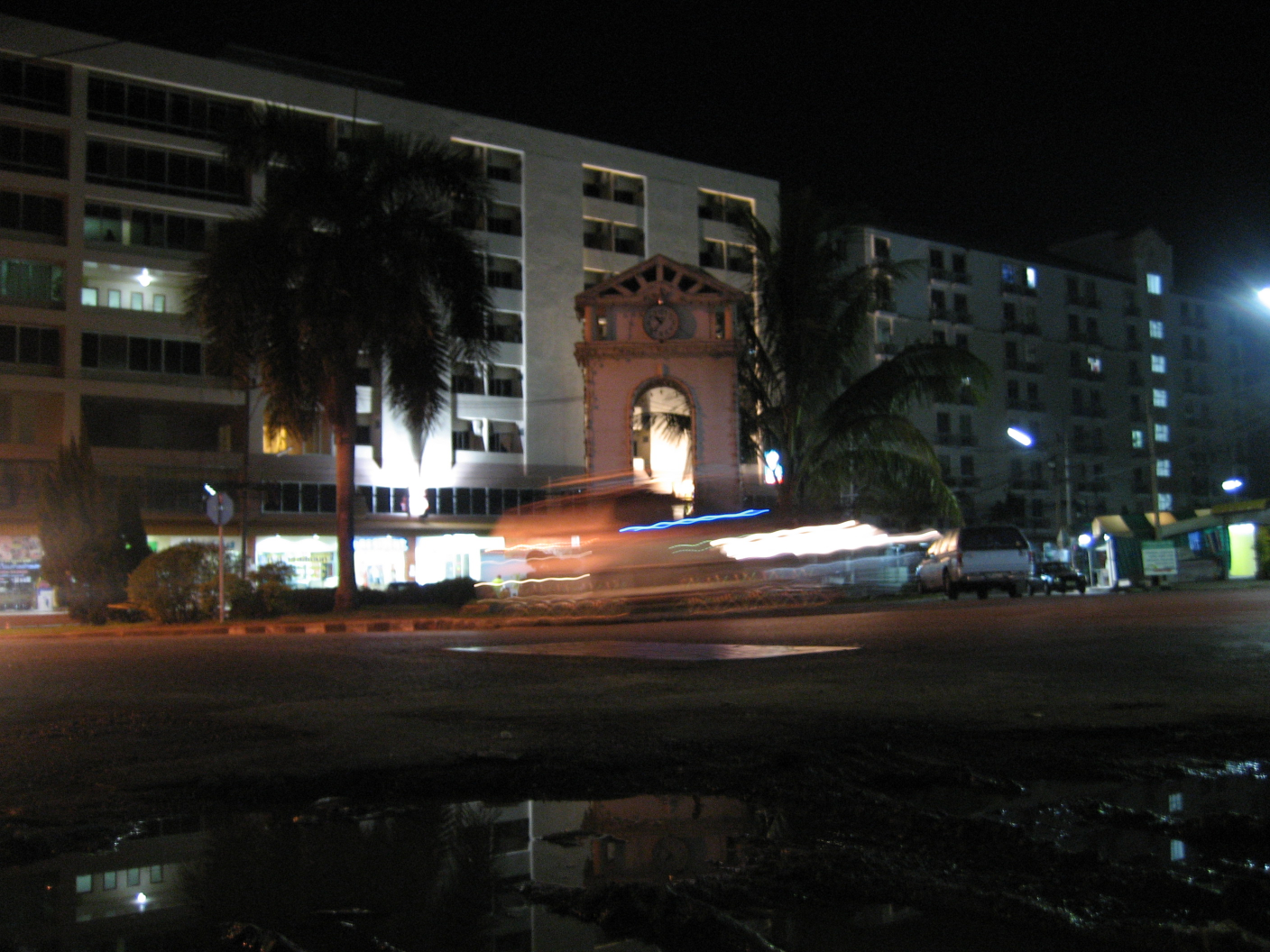
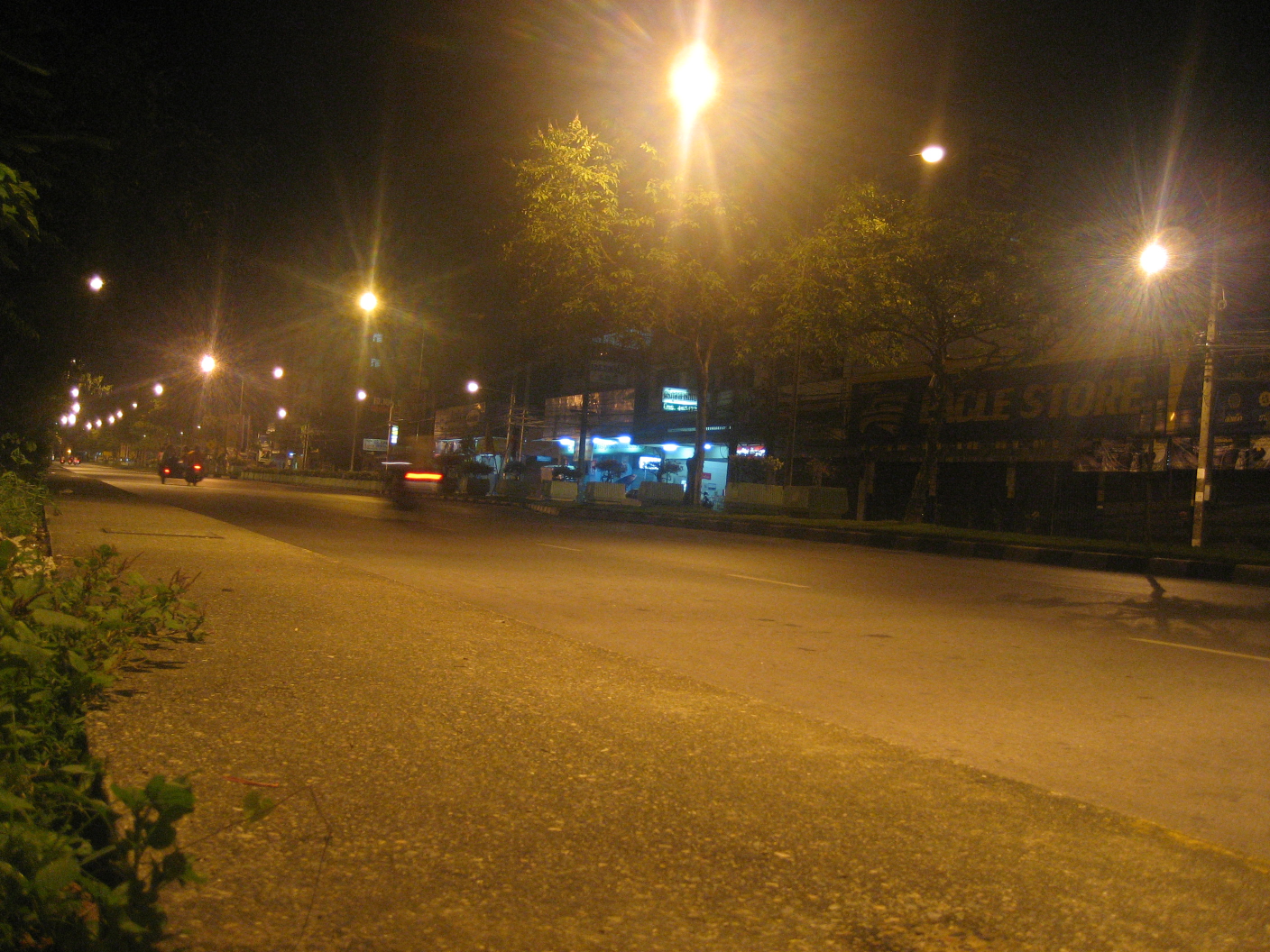